# 村上朝日堂はいほー!
『村上朝日堂はいほー! 』（むらかみあさひどうはいほー）は、村上春樹のエッセイ集。
1989年5月20日、文化出版局より刊行された。『ハイファッション』（1983年8月号～1988年12月号、ただし1987年を除く）の連載コラム「ランダム・トーキング」から選んだ23編のエッセイと、他誌に掲載された8編のエッセイをまとめたものである。表紙題字と挿絵は高橋常政。1992年5月29日、新潮文庫として文庫化された。文庫版の表紙と挿絵は安西水丸が担当している。

## 内容
- たまには女の子にむかって「俺はさそり座のABだから、下手にかかわると怪我をするよ」というくらいのことはさらっと言ってみたい。
- 僕にとっての「ライト・マイ・ファイア」は僕にとっての一九六七年にあまりにも強く結びついている。一九六七年の夜を古いカーテンのようにひきちぎってそこに火をつけることができたとしたら、きっと僕はそうしていただろう[2]。
- 今いちばん標語を貼ってみたいと思っている場所はラブ・ホテルの部屋の中。
- 『ハイスクール（Almost Summer）』という映画の最後は卒業記念パーティー（プロム）のシーンになるのだが、主人公の男の子が両脇に双子の女の子をひきつれてさっそうと現れるのである。これはすごくかっこよかった。ビューティフルで、ファッショナブルで、ストライキングで、トレンディーで、ゴージャスで、グルービーだった[3]。
- 最初に劇場で見たオペラは『オルフェウス』だった。細かいことは忘れたけれど、とにかくすごく良かったということだけは覚えている。どう良かったか、と訊かれても困る。何はともあれ良かったのだ（ハイホー）[4]。